# Ladawa (rejon mohylowski)
Ladawa (ukr. Лядова, ros. Лядова, rum. Leadova) – wieś na Ukrainie, w obwodzie winnickim, w rejonie mohylowskim, nad Dniestrem.
We wsi istnieje klasztor Ukraińskiego Kościoła Prawosławnego Patriarchatu Moskiewskiego założony według legendy w 1013 roku przez Antoniego Pieczerskiego. W 1930 splądrowany i zniszczony przez bolszewików. Odrodził się w 1998. W czasach Rzeczypospolitej wieś leżała w województwie podolskim. Odpadła od Polski w wyniku II rozbioru.